# Diego Velázquez de Cuéllar
Diego Velázquez de Cuéllar (1465, Cuéllar, Segovia, Španělsko – 1524 Santiago de Cuba) byl španělský conquistador a první guvernér Kuby a to od roku 1511 až do své smrti v roce 1524.

## Dobyvatelské cesty
Do Nového světa odplul v roce 1493 s výpravou Kryštofa Kolumba. V letech 1501–1509 spolupracoval s guvernérem Nicolasem de Ovando na kolonizaci ostrova Hispaniola. Diego Colón guvernér tohoto ostrova ho v roce 1511 pověřil vedením expedice, která měla dobýt a osídlit Kubu. Podporoval také další expedice na území dnešního Mexika. V roce 1518 se proto spojil s Hernánem Cortésem, avšak zakrátko mezi nimi začali rozbroje. Za Cortésem poslal expedici pod velením Pánfila de Narváez, toho však Cortés zajal.